# Colère en Louisiane
Pour plus de détails, voir Fiche technique et Distribution.
Colère en Louisiane (A Gathering of Old Men) est un film coproduit par les États-Unis et l'Allemagne de l'Ouest réalisé par Volker Schlöndorff sorti en 1987.

## Synopsis
À la suite d'une rixe, Charlie, un noir, s'enfuit poursuivi par Beau Boutan, un fermier blanc, qui armé d'un fusil veut « lui faire la peau ». Après avoir tenté de lui échapper à travers les plantations de canne à sucre de la famille Marshall, Charlie se réfugie chez Mathu, un fermier noir. Un coup de feu claque et le poursuivant est abattu devant la porte de la masure où le poursuivi s'est précipité. Candy qui habite dans la riche demeure de son oncle Jack Marshall et de sa tante Bea Marshall depuis qu'elle a perdu ses parents, entend le coup de feu et se rend immédiatement sur place pour en comprendre l'origine. Elle arrive chez Mathu qui prostré ne répond pas à ses questions mais elle n'a aucun mal à comprendre ce qui s'est passé. Très attachée à ce fermier qui, pendant son enfance, a été un substitut paternel elle organise sa protection pour éviter à son ami d'être lynché par la famille Boutan et leurs complices ou amis blancs. Avec l'aide de Miss Merle qui, pour elle, a joué le rôle de substitut maternel et celle de Snookum, un gamin déluré, elle rassemble 18 noirs qui, armés de fusils viennent faire bloc à ses côtés.
Face à Mapes, le shérif qui, secondé par Griffin va tenter de trouver le vrai coupable, tous comme Candy s'accusent d'avoir exécuté l'homme qui est étendu devant la véranda de la maisonnette en bois. Au cours des échanges entre les membres du groupe ainsi constitué et avec le shérif, on découvre tout ce que ces hommes maintenant âgés ont dû subir, ont vu au cours de leur vie, qui peut aider à comprendre, pourquoi, maintenant, chacun d'eux pourrait avoir des raisons d'avoir tué Beau Boutan. Tout cela permet à Lou Dimes, journaliste et soupirant de Candy, d'écrire un article.
Une course contre la montre s'engage: le shérif va essayer par différents moyens, par différents arguments de trouver d'abord, d'arrêter ensuite, le réel auteur du coup de feu pour le soustraire à la vindicte du «commando» blanc qui va arriver d'un moment à l'autre pour liquider le suspect. Mais tout n'est pas simple non plus dans le milieu des fermiers blancs et dans la famille de la victime car les temps ont changé et le suspense se maintient seulement rompu par de brèves séquences humoristiques comme l'intervention du médecin légiste, Herman, jusqu'au dénouement.

## Fiche technique
- Titre original : A Gathering of Old Men
- Titre français : Colère en Louisiane
- Réalisation : Volker Schlondorff
- Assistants du réalisateur : Paula Brody et Dwight Williams
- Scénario : Charles Fuller d'après le roman éponyme de Ernest J. Gaines
- Superviseur du script : Mamie Mitchell
- Département éditorial : Susan Elmiger (rédactrice en chef adjointe), Jimmy McDonough et Alisa Lepselter (apprentis rédacteurs), Fred Koevary (coupe des négatifs)
- Relations presse : Tom Miller
- Titres : Frederick Meyer
- Assistant POC : Heather White
- Photographie : Edward Lachman. Mitch Dubin (opérateur à la caméra), Matthew Johnston et Steve Apicella (assistants à la caméra), William Benware (assistant prise de vues), Craig Nelson (gaffer), Michael Trim (assistant), J. L. Parker (opérateur générateur), Tony Whitman (machiniste), Bob Greene (photographe)
- Son : Jay Dranch (monteur sonore), Eleanor Goldstein et Mary Hickey (assistants du monteur sonore), Laredo Heddens et William Schneiberg (perchistes), Neelan Crawford (mixeur du son), Al Nahmias (superviseur du monteur sonore), Dick Vorisek (superviseur de l'enregistrement)
- Montage : Nancy Baker, Craig McKay, A.C.E.
- Direction artistique : Jay Klein
- Directeur du casting : Pat Golden. Lorna Barrios, Dale Rogers et Red Johnson (extras casting), Wilma Francis et Rick Landry (casting de la Nouvelle-Orléans), Jacki Brown et Toni Livingston (casting de la côte ouest), John McCabe (assistant casting)
- Décors : Thomas A. Walsh. Brian Cowden (assistant accessoiriste), Roger Knight (charpentier), Anita Dallas (prop superviseur), Steve Roll (coordonnateur de construction)
- Décorateur de plateau : Jan Pascale
- Costumes : Susan Gammie. Lynda Foote (superviseur garde-robe)
- Maquillage : Gigi Coker (superviseur maquillage), Ted Long (styliste coiffure), Regina Rutherford (assistant maquilleur)
- Capitaine transport : Melvin Ballard
- Coureur New York : Sabrina Gray
- Musique : Ron Carter
- Musique additionnelle : Papa John Creach qui de plus joue dans le rôle de Jacob
- Concepteur de la production : Thomas A. Walsh
- Directeurs de production : Robert Graves (directeur de l'unité), Preston L. Holmes (unité de production), Fred Styles (location manager)
- Producteurs : Gower Frost. Eberhard Junkersdorf (coproducteur), Hans Prescher (producteur HR), James Bigwood (producteur exécutif), Michael Deeley (producteur superviseur), Michael Donner (vérificateur de production), Sherry Baumgart (vérificatrice de post-production), Harry Caldwell (coordonnateur de production), Linda M. Heywood (adjointe au producteur), Randy Fletcher (assistant de production clé)
- Société de production : Bioskop Film
- Pays d'origine :  États-Unis,  Allemagne de l'Ouest
- Date de sortie : 10 mai 1987 aux États-Unis
- Format : Couleurs - 35 mm - 1,33:1 - Mono
- Optiques : Select effects
- Traitement : DU ART FILM LABS
- Estampes : precision films-labs
- Post production : Trans audio inc
- Filmed on agfa XT Color Negative
- Completion guarantee supplied by The completion bond company
- A consolidated Jennie & CO Zenith production
- Adaptation : Evelyne Clavaud
- Sous titrage : digimage
- Genre : drame
- Durée : 91 minutes

## Distribution
- Mistie Adams : petite fille
- Michael Audley : Jack Marshall, l'oncle de Candy
- James Michael Bailey : Alcee, un compère de Luke
- Leonore Banks : Miss Merle
- Danny Barker : Chimley
- Walter Breaux : Charlie, le fugitif
- Rosanna Carter : Beulah, l'épouse de Booker
- Randy Charamie : Jean
- Papa John Creach : Jacob, le violoneux
- Rick Duet : Claude
- Stocker Fontelieu : William Fix Boutan, le père dans la famille Boutan
- Louis Gossett Jr. : Mathu
- Julius Harris : Coot
- Tiger Haynes : Booker
- Holly Hunter : Candy Marshall
- Michael Johnson : Sully
- Dwayne Jones : Leroy, un compère de Luke
- Elliott Keener : Herman, le médecin légiste
- Paul Landry : Auguste
- Rod Masterson : Coach
- Lucille McKay : Bea Marshall, la tante de Candy
- Will Patton : Lou Dimes, journaliste et «copain» de Candy
- Pat Perkins : tante Clo
- Dave Petitjean : Russell, un adjoint au shérif Mapes
- Jerome Reddick : Snookum, le fils de tante Clo
- Catundra Reese : Minnie
- Jay Flash Riley : Jameson
- Joe Seneca : Clatoo
- Al Shannon : Luke Will
- Arthur Shilling : Griffin, adjoint du shérif Mapes
- P. Jay Sidney : Gable
- Howard Sims : uncle Billy
- Buddy St Amant : Tee Jack, le barman
- Adam Storke : Gil, le fils de William Fix Boutan
- Woody Strode : Yank
- Carol Sutton : Janey, la domestique de Miss Merle
- Cindy Taylor : fille cajun
- Eliska Thomas : Sally
- Michael Thomas : Gal, le copain noir de Gil
- Richard Whaley : Beau Boutan, la victime
- Richard Widmark : Mapes, le shérif
- Rosetta Wiggs : Corrine, l'épouse de Mathu
- Robert Earl Willis : Sharp, un compère de Luke
- Henry Willis : un homme chez Glo

## Autour du film
- Ce film a été tourné à Thibodaux en Louisiane avec la collaboration de la population, à l'Université d'État Nicholls, à l'Université d'État de la Louisiane et avec l'aide de la commission du cinéma de la Louisiane
- La fiche technique et la distribution ont été recopiées en très grande partie sur le générique de la VHS du film car on y trouve quelques différences avec la fiche IMDb
- En 1987, ce film fit partie de la sélection officielle pour le festival de Cannes dans la catégorie «Un certain regard»